# 야코브 단코나
야코브 단코나(이탈리아어: Jacob d'Ancona)는 유대계 출신으로 13세기 이탈리아 피렌체 공화국 시대의 실크 로드 탐험가 겸 여행 작가였던 이였다.
일찍이 1256년에, 실크 로드 여행길을 통하여 예루살렘 횡단을 한 그는, 이미 마르코 폴로(이탈리아어: Marco Polo)보다 중국 원나라 도착이 어언 4년 앞선 1271년에, 이미 중국 원나라를 도착하여, 제국인·서장인·서역국인·색목인 등과 교류한 이로도 잘 알려져 있다.